# マックス・テディ
マックス・テディ（Max Thedy）として知られているマキシミリアン・エドゥアルト・ガルス・テディ（Maximilian Eduard Gallus Thedy、1858年10月16日 - 1924年8月13日）は、ドイツの画家、版画家、イラストレーターである。

## 略歴
ミュンヘンで12人兄弟の末息子に生まれた 。12歳になった1870年に両親が亡くなり、テディはハンブルク生まれの画家ゲオルク・フリードリヒ・ルイス・ラインハルト（Georg Friedrich Louis Reinhardt: 1819–1905）に引き取られ画家の修行を始めた。
1875年からミュンヘン美術院で学び、24歳になった時に ヴァイマルのザクセン大公国美術アカデミー(Großherzoglich-Sächsische Kunstschule Weimar)の教授に任じられ、この仕事を長く続けた。1901年にヴァイマル大公が亡くなった後、美術アカデミーの教育活動は低調になっていたが、1919年からヴァイマルの工芸学校バウハウスで教えた。1921年に改組、再建された美術アカデミーの教授になったが1924年にバイエルンのポリングで亡くなった。
テディが教えた学生にはフリードリヒ・フライシャー（Friedrich Fleischer: 1861-1938）やエルンスト・ビーダーマン（Ernst Biedermann: 1868-1928）、ゲオルク・ヤーン（1869-1940）、フリッツ・アマン（Fritz Amann: 1878-1969）、アルベルト・ヨハンセン（Albert Johannsen: 1890-1975） 、エリザベト・ティールマン（Elisabeth Thiermann: 1893-1983）、ルドルフ・シュミット＝デトロフ（Rudolf Schmidt-Dethloff: 1900-1971）らがいる。病気のため美術修行を中断し1874年からザクセン大公国美術アカデミーで修行を再開したクリスティアン・ロールフス(1849-1938)も教えた。
1884年にベルリンの商人の娘と結婚した（妻の姉妹は肖像画家のフェルディナント・シャウス（Ferdinand Schauss）と結婚）。

## 作品

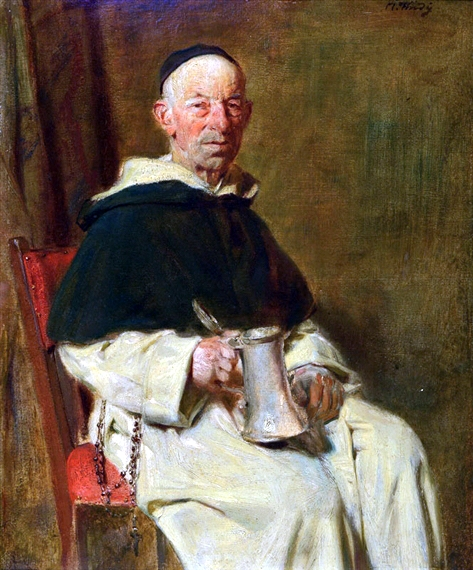
Kellermeister（ワイン管理人）
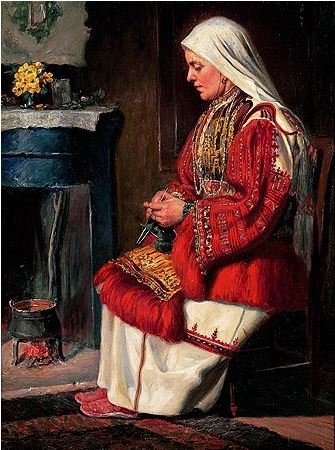
伝統衣装の女性
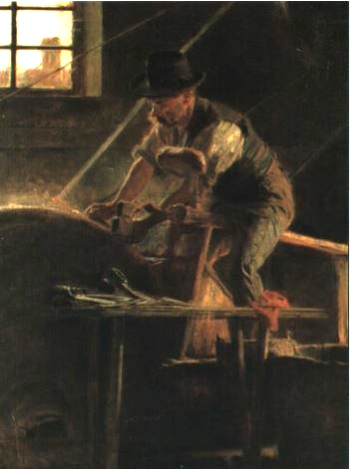
研磨作業
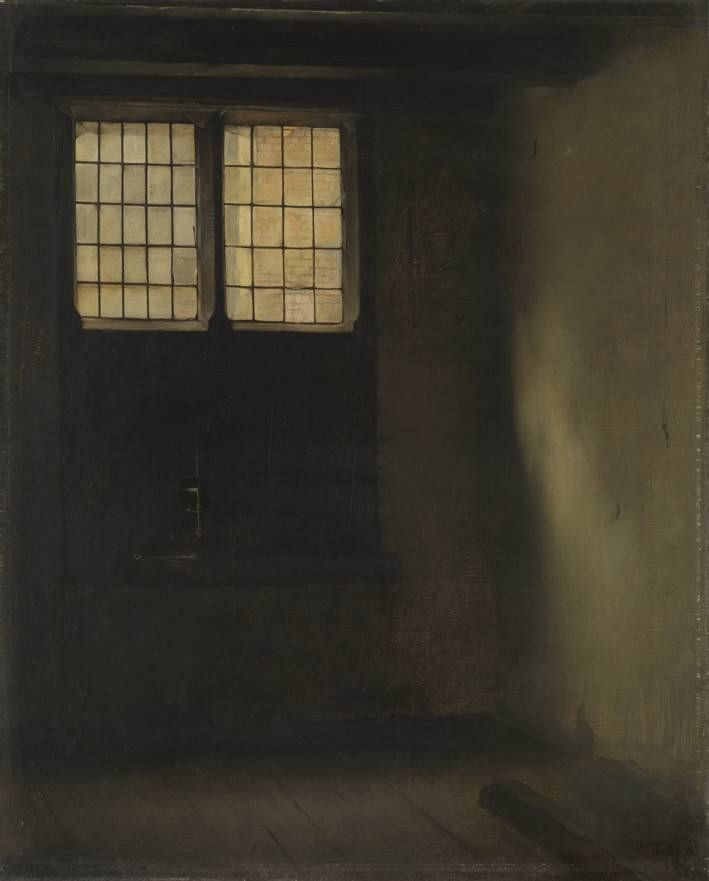
オランダ風の室内 ノイエ・ピナコテーク

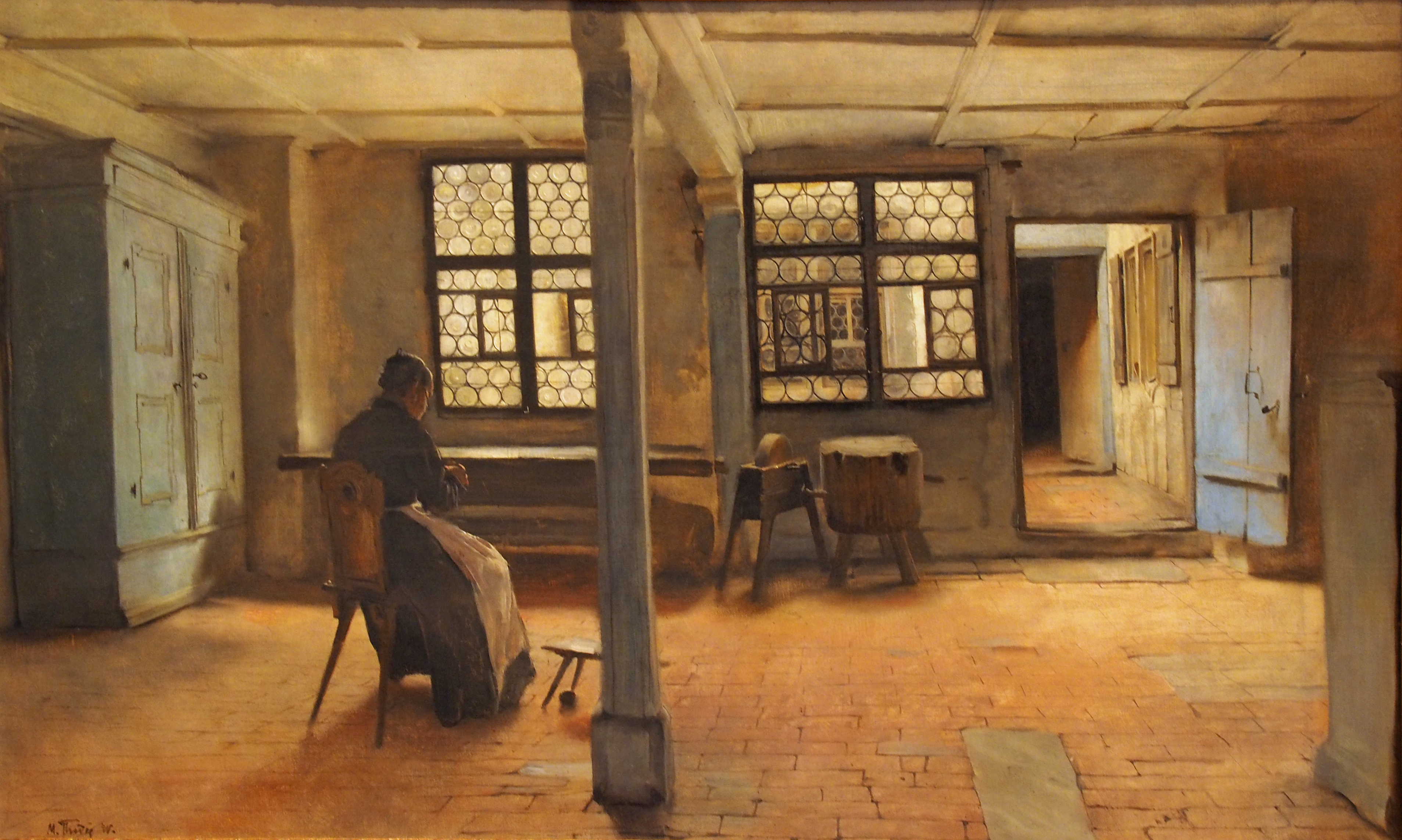
ボーデン湖畔のパーラー
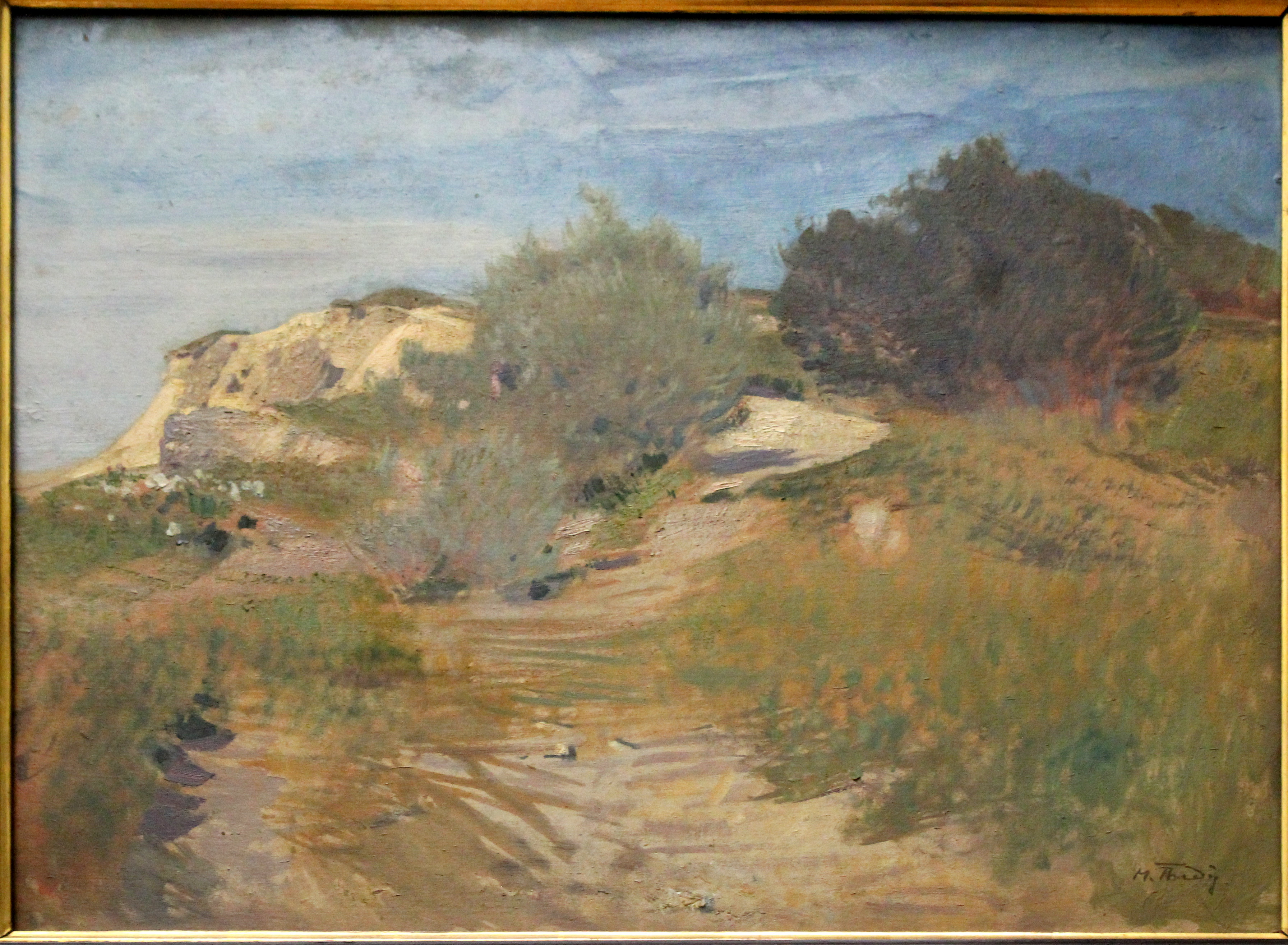
砂丘の風景